# Okrug Humenné
Okrug Humenné (slovački: Okres Humenné) nalazi se u istočnoj Slovačkoj u  Prešovskom kraju.  U okrugu živi 58 257 stanovnika, dok je gustoća naseljenosti 77,23 stan/km². Ukupna površina okruga je 754,23 km². Glavni grad okruga Humenné je istoimeni grad Humenné s 29 567 stanovnika.

## Stanovništvo
| Godina:     | 1994.  | 2004.   | 2014.   | 2024.   |
| ----------- | ------ | ------- | ------- | ------- |
| Broj ljudi: | 64 629 | 64 620  | 63 614  | 58 257  |
| Razlika:    |        | −0,01 % | −1,55 % | −8,42 % |

| Godina:     | 2023.  | 2024.   |
| ----------- | ------ | ------- |
| Broj ljudi: | 58 688 | 58 257  |
| Razlika:    |        | −0,73 % |

## Gradovi
- Humenné

## Općine
| - Adidovce - Baškovce - Brekov - Brestov - Černina - Dedačov - Gruzovce - Hankovce - Hažín nad Cirochou - Hrabovec nad Laborcom - Hrubov - Hudcovce - Chlmec - Jabloň - Jankovce - Jasenov - Kamenica nad Cirochou - Kamienka - Karná - Kochanovce - Košarovce | - Koškovce - Lackovce - Lieskovec - Lukačovce - Ľubiša - Maškovce - Modra nad Cirochou - Myslina - Nechválova Polianka - Nižná Jablonka - Nižná Sitnica - Nižné Ladičkovce - Ohradzany - Pakostov - Papín - Porúbka - Prituľany - Ptičie - Rohožník - Rokytov pri Humennom - Rovné | - Ruská Kajňa - Ruská Poruba - Slovenská Volová - Slovenské Krivé - Sopkovce - Topoľovka - Turcovce - Udavské - Valaškovce - Veľopolie - Víťazovce - Vyšná Jablonka - Vyšná Sitnica - Vyšné Ladičkovce - Vyšný Hrušov - Závada - Závadka - Zbudské Dlhé - Zubné |

### Ostali projekti
|  | Zajednički poslužitelj ima još gradiva o temi Okrug Humenné |